# Il y a maldonne
Pour plus de détails, voir Fiche technique et Distribution.
Il y a maldonne est un film franco-belge réalisé par John Berry et sorti en 1988.

## Fiche technique
- Titre : Il y a maldonne
- Réalisation : John Berry
- Scénario : Jean Curtelin
- Photographie : Jean-Claude Vicquery
- Décors : Michel Farge
- Son : Henri Roux
- Musique : Pierre Papadiamandis
- Montage : Eva Houdova
- Directrice de production : Myriam Boyer
- Production : Jomy Productions (Paris) - Paradise Films (Bruxelles)
- Pays d'origine :  France -  Belgique
- Durée : 82 minutes
- Date de sortie : France - 6 janvier 1988

## Distribution
- Clovis Cornillac : Marco
- Luc Thuillier : Luc
- Jacques Martial : Rainier
- Nathalie Gabay : Martine
- Marcel Maréchal : William
- Claude Brosset : le père de Marco
- Myriam Boyer : la mère de Marco
- Bernard Rosselli : Besson
- Raphaël Amor : Jojo
- Bob Annette : le Corbeau
- Max Morel : Thévenot
- Julie Turin : Lorena
- Albert Delpy : un chauffeur de taxi
- Marie Pillet : la femme à la montre
- Jacob Weizbluth : Angelo